# 曾肇
曾肇（1047年—1107年），字子開，建昌南豐（今屬江西南豐）人。

## 生平
曾鞏、曾布之弟。幼聰慧好學，治平四年（1067年）进士，調任黃岩（治所今浙江黃岩縣）主簿，王安石荐入崇文殿校书，歷官館閣校勘兼国子监直讲、同知太常禮院、國史編修等。元祐中歷官中書舍人、吏部侍郎。徽宗時，累遷至翰林學士。徽宗建中靖国元年（1101年）东岳庙告成，曾肇撰《東嶽廟碑》，拜龙图阁学士，修撰《英宗实录》、《神宗宝训》和《国朝会要》。大观元年（1107年）卒於镇江。赠少师。
妻钱塘强氏，尚书祠部郎中强至之女，封兖国夫人。有子八人：曾緄、曾縱、曾绚、曾统、曾緎、曾纬、曾續、曾纁。

## 著作
著有《曲阜集》40卷，《西掖集》12卷，《内制》50卷，《外制》30卷，《宸章》25卷，《奏议》10卷，多不传。唯《曲阜集》4卷，收入《四库全书》。